# Parc international Roosevelt de Campobello
Pour les articles homonymes, voir Campobello.
Le parc international Roosevelt de Campobello  (anglais : Roosevelt Campobello International Park) abrite l'ancienne résidence d'été de la famille Roosevelt et ses environs. Il occupe 2800 acres dans la partie du sud de l'île Campobello, au Nouveau-Brunswick (Canada), non loin de la presqu'île de Lubec dans le Maine (États-Unis) qui offre le seul accès routier au parc et à l'île.
Les parents de Franklin Roosevelt passaient leurs mois d'été sur cette île. Elle était devenue une destination prisée par les familles aisées de Boston, New York ou Montréal, fuyant la chaleur moite des villes du nord-est américain. Ils y avaient acquis une propriété et le futur président américain y passera tous ses étés, depuis l'âge de 1 an jusqu'à l'été 1921 où, à l'âge de 39 ans, il y  fut frappé par une crise de ce que l'on pensait être une poliomyélite. 
Le parc appartient et est géré par la Roosevelt Campobello International Park Commission créée par un traité international signé entre le Premier ministre canadien Lester B. Pearson et le président Lyndon B. Johnson le 22 janvier 1964. Le parc fut créé le 7 juillet 1964. Les deux pays fournissent un soutien financier au parc qui est affilié à la fois au National Park Service américain et à Parcs Canada.